# Suimanga olivaci
El suimanga olivaci (Cyanomitra olivacea) és un ocell de la família dels nectarínids (Nectariniidae).

## Hàbitat i distribució
Viu als clars del bosc i vegetació secundària del sud-oest de Mali, Senegal, Gàmbia, Guinea Bissau, sud-est de Guinea, Sierra Leone, Libèria, Costa d'Ivori, Ghana, Togo, Benín, Nigèria, sud de Camerun, l'illa de Bioko, Guinea Equatorial, el Gabon, República del Congo, República Centreafricana, nord i nord-est de la República Democràtica del Congo, Sudan del Sud i sud-oest i centre d'Etiòpia i sud de Somàlia, Ruanda, Burundi, Uganda, Kenya, Tanzània cap al sud fins al centre d'Angola, centre i nord de Zàmbia, est de Zimbabwe i Moçambic.